# Всеукраїнський фізичний конкурс «Левеня»
Конкурс «Левеня» — це Всеукраїнський фізичний конкурс, який проводиться Львівським фізико-математичним ліцеєм для учнів 7-11 класів українських шкіл. Починаючи з 2001 року, конкурс відбувається щорічно на початку квітня. Конкурс створено для перевірки учнями своїх знань та інтуіції, а також для того, щоб визначити найкращих юних фізиків України.

## Історія конкурсу
Створенню конкурсу передували Міжнародні Соросівські олімпіади в Україні. З 1994 року в рамках Міжнародної Соросівської програми підтримки освіти в Україні проводились Соросівські олімпіади для старшокласників з математики, фізики, хімії та біології. Соросівські олімпіади тривали сім років. На даний момент програма закінчила свою роботу в Україні. Оскільки альтернативи їм не знайшлось,  кафедра фізики Львівського фізико-математичного ліцею при Львівському національному університеті імені Івана Франка в складі Алексейчука Володимира Івановича – вчителя-методиста, Відмінника освіти України; Біди Дарії Дмитрівни – вчителя методиста, Відмінника освіти України, Соросівського вчителя, фіналіста конкурсу «Вчитель року»; Кузик Раїси Григорівни – Соросівського вчителя, Заслуженого вчителя України; Теличина Ігора Михайловича – вчителя вищої категорії, Соросівського вчителя, вирішили поширити досвід, набутий викладачами математики ліцею (які вже кілька років проводили в Україні Міжнародний математичний конкурс «Кенгуру»), на учнівський конкурс з фізики. Історія конкурсу бере початок 2001 року, коли вперше були запропоновані завдання для відкритого ліцейського конкурсу «Левеня – 2001». У першому конкурсі взяли участь 159 школярів з багатьох шкіл Львівщини. Організаторам конкурсу вдалось зацікавити учнів і вчителів, і надалі конкурс постійно розвивався. Головною особливістю конкурсу є те, що 30 різних за рівнями складності тестових завдань, розрахованих на 1,5 години, з першого погляду здаються зовсім простими, але змушують учня серйозно задуматись і пригадати все, що він читав, чув і розв'язував у шкільному курсі фізики. На думку вчителів-організаторів, цей конкурс може не лише зацікавити фізикою більшу кількість школярів, а й просто переконати розумних і здібних дітей у тому, що фізичні задачі можуть бути не менш захоплюючими, ніж математичні.

## Порядок проведення конкурсу
Учасникам коркурсу потрібно подати заявку [Архівовано 1 грудня 2017 у Wayback Machine.] про участь в конкурсі до 15 березня. З 15 березня по 4 квітня проводиться розсилка завдань, бланків відповідей та правил змагання у центри проведення конкурсу.
Конкурсні завдання складаються відповідно до вікових груп учасників. Вікова група відповідає номеру класу, в якому навчається учень.
Вікові групи:
- 7 клас
- 8 клас
- 9 клас
- 10 клас
- 11 клас
- 10ф (десятий фізичний)
- 11ф (одинадцятий фізичний)

Вікові групи 10ф та 11ф створені для учнів, що вивчають фізику поглиблено. Завдання у цих груп мають підвищений рівень складності.
Конкурс проводиться в один день в усіх регіонах України за однаковими завданнями для кожної вікової групи. Конверти із завданнями відкриваються в день проведення конкурсу в присутності учасників. Кількість аркушів із завданнями та бланків відповідей висилається згідно з заявкою про участь. Перед початком конкурсу координатором проводиться детальний інструктаж учасників щодо правил проведення конкурсу та заповнення бланку відповідей, який надсилається разом із завданнями. Усі вчителі, що проводять конкурс у даному навчальному закладі, підписують доданий документ, у якому зобов'язуються провести конкурс згідно з даними правилами. У разі відсутності такого документу роботи учнів даного навчального закладу можуть бути вилучені з перевірки. Головна вимога до координаторів та учасників конкурсу — самостійна та чесна робота над завданнями.
Пам'ятка для учнів про правила проведення конкурсу:
- за кожну задачу можна отримати від трьох до п’яти балів;
- за неправильну відповідь знімається 25% від кількості балів, передбачених за правильну відповідь;
- на старті Ти отримуєш авансом 30 балів;
- серед запропонованих варіантів відповідей є лише один правильний;
- користуватись калькулятором дозволено;
- категорично заборонено користуватись фізичними довідниками чи іншою допоміжною літературою;
- термін виконання завдань – 75 хв.

Традиційно завдання складається з 30 тестових задач. Задачі діляться на три рівні складності. Перші десять задач оцінюються по три бали. Задачі з одинадцятої по двадцяту оцінюються по чотири бали. Задачі з двадцять першої по трицяту оцінюються по п'ять балів.
Після завершення конкурсу створюється загальний рейтинг учасників кожної вікової групи. Учасники отримують відмінний, добрий сертифікат або сертифікат учасника відповідно до їхнього результату.
Традиційно найбільш активними учасниками є учні шкіл Львівської та Харківської областей.

## Кількість учасників за роками
|    | Рік проведення | Дата проведення                               | Кількість учасників* |
| -- | -------------- | --------------------------------------------- | -------------------- |
| 1  | 2001           |                                               | 198                  |
| 2  | 2002           |                                               | 5 000                |
| 3  | 2003           | 13 квітня                                     | 7 166                |
| 4  | 2004           | 4 квітня                                      | 8 573                |
| 5  | 2005           | 17 квітня                                     | 11 836               |
| 6  | 2006           |                                               | 20 946               |
| 7  | 2007           | 15 квітня                                     | 31 196               |
| 8  | 2008           | 13 квітня                                     | 42 209               |
| 9  | 2009           | 5 квітня                                      | 59 527               |
| 10 | 2010           | 18 квітня                                     | 82 436               |
| 11 | 2011           | 10 квітня                                     | 115 345              |
| 12 | 2012           | 1 квітня                                      | 133 130              |
| 13 | 2013           | 14 квітня                                     | 152 637              |
| 14 | 2014           | 4 квітня                                      | 142 138              |
| 15 | 2015           | 3 квітня                                      | 100 085              |
| 16 | 2016           | 6 квітня                                      | 96 692               |
| 17 | 2017           | 5 квітня                                      | 89 685               |
| 18 | 2018           | 18 квітня                                     | 86 139               |
| 19 | 2019           | 3 квітня                                      | 72 768               |
| 20 | 2020           | 8 квітня (перенесено на вересень 2020)        | 34 458               |
| 21 | 2021           | 16 березня (перенесено на 4-7 квітня 2021)    | 19 788               |
| 22 | 2022           | 16-19 березня (перенесено на 3-6 квітня 2022) |                      |

## Приклади задач
Із сайту конкурсу:

### 7 клас (Завдання 1,«Левеня-2010»)
Першою ранньою квіткою в Україні є пролісок, а однією із тих, що цвітуть до заморозків, є чорнобривці. Ці обидва сорти квітів дуже гарно пахнуть. З яким явищем пов’язане поширення запаху квітів?
А: конвекції;
Б: теплопередачі;
В: теплопровідності;
Г: випромінювання;
Д: дифузії.

### 8 клас (Завдання 7, «Левеня-2007»)
Що необхідно зробити, щоб змінити полюси магнітного поля котушки?
А: змінити величину сили струму;
Б: змінити напрям струму в котушці;
В: відключити джерело;
Г: збільшити струм.

### 9 клас (Завдання 9, «Левеня-2012»)
Чиста дистильована вода і сіль є ізоляторами, розчин солі у воді є провідником електричного струму? Це пов’язано з явищем …
А: електростатичної індукції;
Б: іонізації;
В: рекомбінації;
Г: електролітичної дисоціації;
Д: дисперсії

### 10 клас (Завдання 23, «Левеня-2014»)
Час приготування картоплі, починаючи з моменту закипання води, не залежить від потужності нагрівника (якщо потужність більша за якесь мінімально можливе значення). Це пов’язано з тим, що… води не залежить від потужності нагрівника.
А: густина;
Б: температура кипіння;
В: вага;
Г: швидкість випаровування;
Д: в’язкість.

### 11 клас (Завдання 24, «Левеня-2017»)
Надворі в мороз гуляють мама і дитина, обидвоє одягнуті однаково. Кому з них холодніше?
А: мамі;
Б: дитині;
В: однаково;
Г: відповісти неможливо.

## Семінари та осіння школа
З метою поглиблення співпраці, для викладачів-координаторів з різних регіонів України проводяться семінари. Для учнів, які отримали найкращі результати у конкурсі, проводиться так звана осіння школа. Осіння школа «Левеня» – це комплекс заходів, що проводяться на базі Львівського фізико-математичного ліцею та Львівського національного університету імені Івана Франка, в ході яких учасники поглиблюють свої теоретичні знання та практичні навички. Також осіння школа дає можливість учням познайомитись з культурним життям міста Львова.

## Виноски
1. ↑  Бібліотека | Левеня. levenia.com.ua. Архів оригіналу за 1 грудня 2017. Процитовано 30 листопада 2017.